# Gulsvansspinnare
Gulsvansspinnare (Drymonia dodonaea) är en fjärilsart som beskrevs av Jacob Hübner 1800. Gulsvansspinnare ingår i släktet Drymonia och familjen tandspinnare. Arten är reproducerande i Sverige. Inga underarter finns listade i Catalogue of Life.

## Bildgalleri

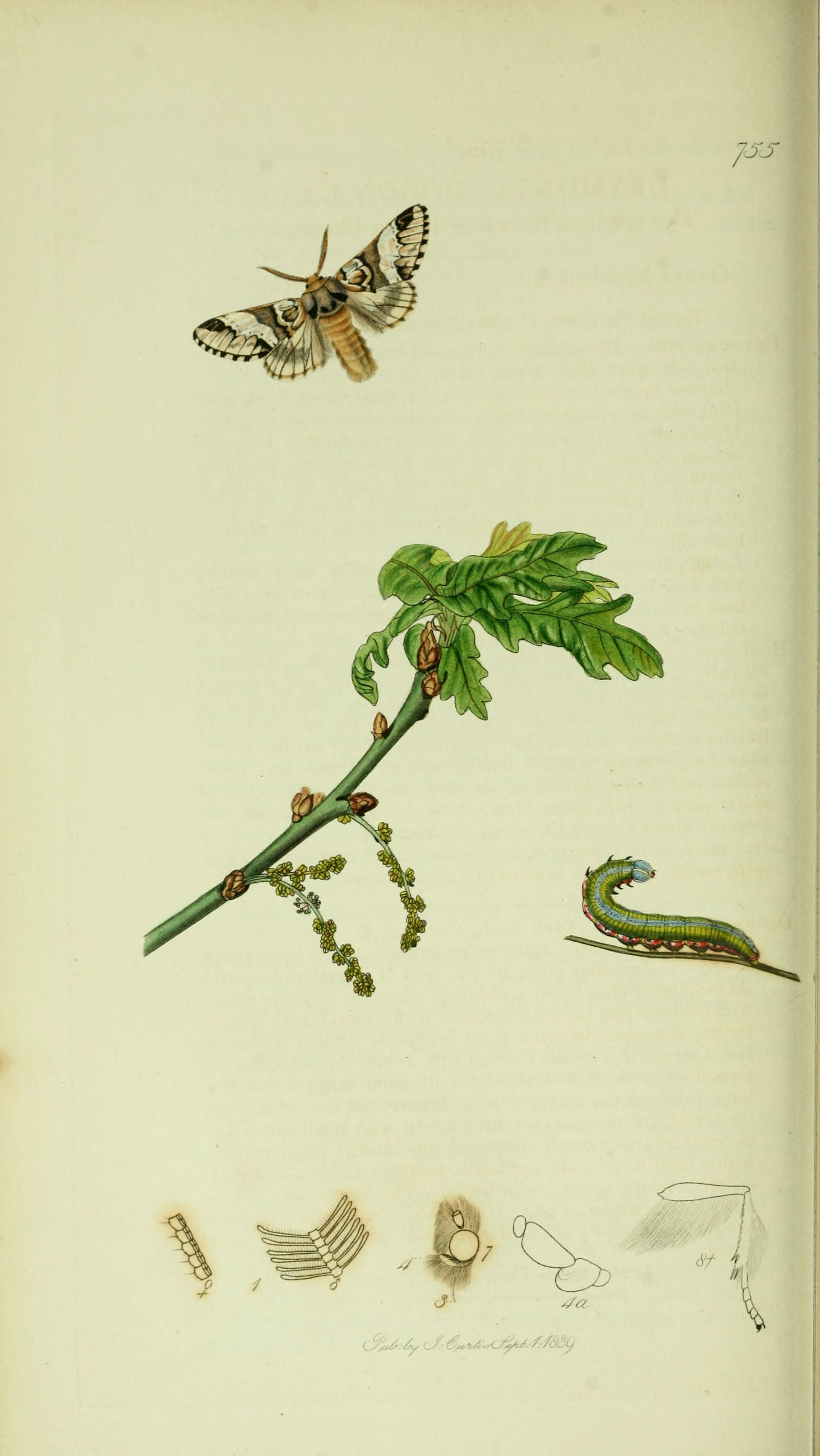